# Porphyrinia marginula
Porphyrinia marginula là một loài bướm đêm trong họ Noctuidae.